# Robinson ocasional
Robinson ocasional (títol original: Castaway) és una pel·lícula britànica dirigida per Nicolas Roeg, estrenada l'any 1986. És l'adaptació de la novel·la del mateix nom de Lucy Irvine publicat l'any 1984. Ha estat doblada al català.

## Argument
El 1981, Lucy Irvine, 25 anys, respon a un anunci Escriptor investiga esposa per un any en una illa tropical posat per Gerald Kingsland, 49 anys, en la revista Time Out London. Escollida entre més de cinquanta candidates, accepta de casar-se amb ell per satisfer les lleis que restringeixen la immigració després de passar un any en l'illa de Tuin. A continuació torna a Anglaterra per escriure el llibre Castaway relatant aquesta experiència.

## Repartiment
- Oliver Reed: Gerald Kingsland
- Amanda Donohoe: Lucy Irvine
- Georgina Hale: germana Santa Margaret
- Frances Barber: germana Santa Winifred
- Tony Rickards: Jason
- Todd Rippon: Rod
- John Sessions: home en el pub
- Virginia Hey: Janice
- Sorel Johnson: Lara
- Len Peihopa: Ronald
- Paul Reynolds: Mike Kingsland
- Sean Hamilton: Geoffrey Kingsland
- Sarah Harper: professor de natació
- Stephen Jenn: gestor del magatzem